# Гандело
Гандело (нім. Handeloh) — громада в Німеччині, розташована в землі Нижня Саксонія. Входить до складу району Гарбург. Складова частина об'єднання громад Тоштедт.
Площа — 26,91 км2. Населення становить 2540 ос. (станом на 31 грудня 2021).